# Фламберг

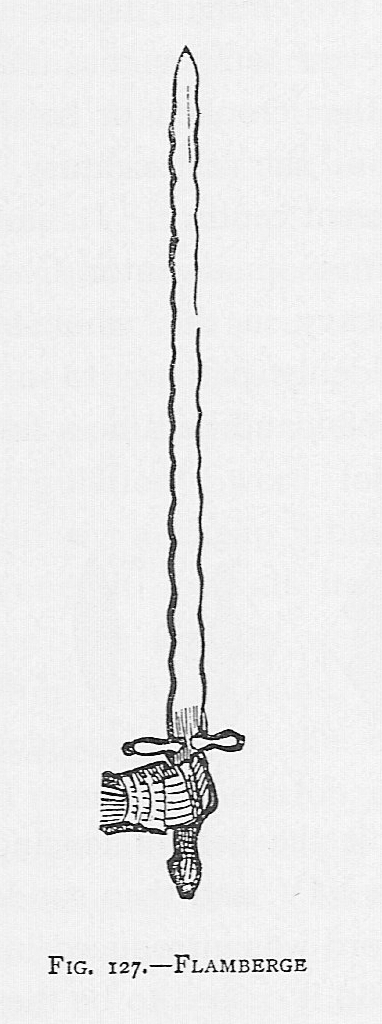
Зображення фламберга з першого видання книги Річарда Ф. Бертона «Книга мечів», 1884 р.

Фламберг (нім. Flamberge — «полум'яні крайки») — меч з характерним лезом хвилястої форми. Вважалося, що хвилясте лезо надавало фламбергу додаткові «вогняні» якості і переваги. Хоч така форма була значною мірою декоративною, деякі характеристики хвилястого меча були корисні в бою.
Синонімами є «фламбард» (фр. flambard), «фламмард» (фр. flammard), і «фламменшверт» (нім. Flammenschwert).
Французькі назви «фламбард» і «фламмард» перекладаються як «полум'яніючий (меч)» та позначають зазвичай лезо з хвилястими краями. Німецьке слово «фламменшверт» перекладається як «вогненний меч». Цей термін означає весь меч, а не тільки його лезо. Ці «полум'яніючі» мечі зазвичай були справжніми дворучними мечами (типу цвайгандера, бігандера). Ця зброя мала дуже довгий ефес і клинок, а також довгу «п'яту» клинка, захищену рядом гаків для парирування (нім. parrierhaken), також відомих як «кабанячі ікла». Ця верхня гарда захищала руку власника, охоплюючи п'яту клинка.
Широко застосовуваний протягом 16 століття ландскнехтами, бігандер знайшов своє місце в тактиці «квадрат пік». Бігандер використовувався для захисту ватажків добре навченими та досвідченими фехтувальниками, званими допельзельднерами (нім. Doppelsöldner — укр. подвійноплатний), що отримували подвійну плату.
Можливо, краї хвилястого леза були більш пристосованими для пошкодження дерев'яних ратищ пік супротивника, а саме для відрубання наконечника. Достовірно невідомо, чи мають хвилясті леза фламбергов більшу чи меншу рублячу, ріжучу або колючу здатність проти супротивника-людини. Однак, у меча з хвилястим або зазубреним лезом більша ріжуча поверхня і менша загальна маса. Тобто, ймовірно, мали місце практичні причини для використання мечів з такою формою, складною в куванні. Безліч справжніх дворучних мечів було викувано, принаймні, з частиною леза в хвилястому стилі.
Вважається також, що при парируванні ударів фламбергом, на клинок нападника передавалися коливання. Ці коливання змушували клинки сповільнювати контакт один з одним, оскільки кожна хвиля на клинку створювала додаткове тертя.
Привабливий зовнішній вигляд фламберга, призвів до появи більшого і важчого церемоніального парадного меча (нім. Paradeschwerter).